# Estación Butantã
Butantã es estación de la Línea 4-Amarilla del metro de la ciudad brasileña de São Paulo. Tendrá integración con la futura Terminal de Ómnibus urbanos de SPTrans. Sus obras civiles fueron concluidas en febrero del 2010.

## Ubicación
Avenida Vital Brasil s/nº (esquina con la Calle Pirajussara)

## Características
Estación subterránea con plataformas laterales y salas de apoyo por encima del nivel de la superficie, con estructuras en concreto aparente y pasarela de distribución en estructura metálica, fijada con tirantes sobre la plataforma. Posee acceso para discapacitados físicos e integración con terminal de ómnibus urbanos.

### Capacidad
Su capacidad estimada será de 21.290 pasajeros por hora/pico.

## Tabla
| Sigla | Estación | Inauguración        | Capacidad | Integración                  | Plataformas | Posición    | Comentarios                                   |
| ----- | -------- | ------------------- | --------- | ---------------------------- | ----------- | ----------- | --------------------------------------------- |
| BUT   | Butantã  | 28 de marzo de 2011 | 21.290    | Terminal de ómnibus urbanos. | Laterales   | Subterránea | Estación con estructura de concreto aparente. |